# 特乌拉达 (南撒丁省)
特乌拉达（義大利語：Teulada），是意大利撒丁大区南撒丁省的一个市镇。总面积245.59平方公里，人口3820人，人口密度15.6人/平方公里（2009年）。ISTAT代码为092084。